# Флейшер, Карл Фридрих Вильгельм
Карл Фридрих Вильгельм Флейшер (нем. Karl Friedrich Wilhelm Fleischer; 1777—1831) — немецкий актёр, писатель

, педагог и переводчик.

## Биография
Родился 12 (23) июня 1777 года в городе Брауншвейге; получив образование в Институте герцога Карла в родном городе, он посвятил себя сценическому искусству и пробыл год на сцене лейпцигского театра, а в 1802 году поступил в Кёнигсбергский театр.  
Пользуясь своим пребыванием в университетском городе, чтобы восполнить пробел в своем образовании, Флейшер слушал лекции у многих профессоров Кёнигсбергского университета и за три года настолько преуспел в своих ученых занятиях, что в 1805 году сам выступил в роли лектора, избрав своей специализацией эстетику. 
Вместе с Францем Ксавером Карниером он издавал в 1810 году в Кенигсберге журнал «Der Spiegel», в котором помещал свои переводы классических авторов. 

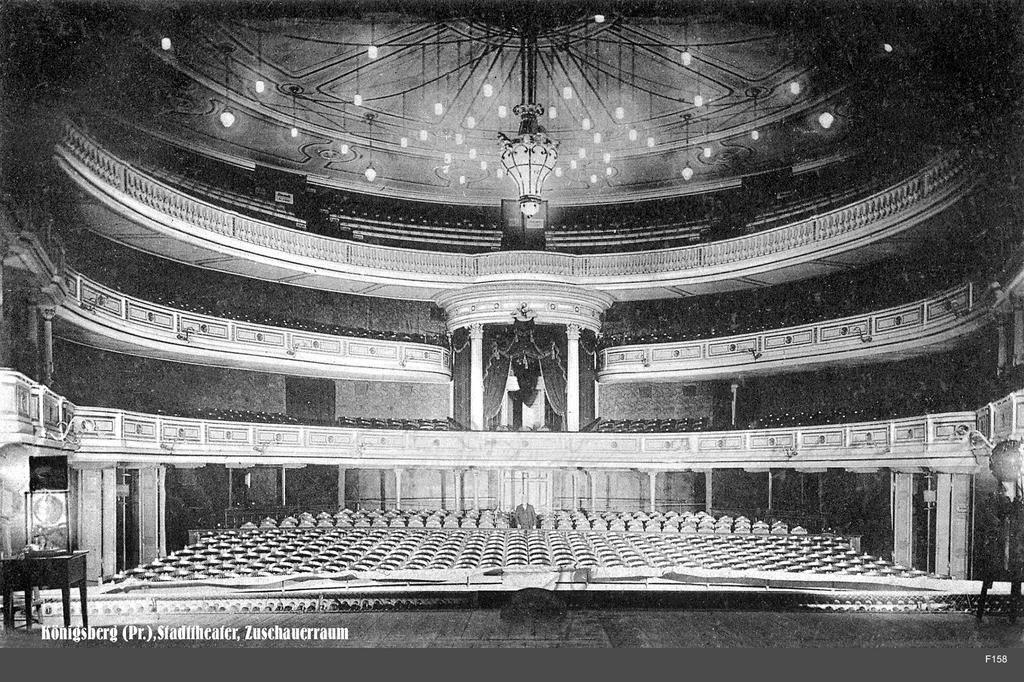
Кёнигсбергский театр

На кенигсбергской сцене Карл Фридрих Вильгельм Флейшер оставался до 1813 года и за это время был избран в 1810 году режиссёром, а в 1812 году — товарищем (заместителем) директора театра . 
Поступив в 1813 году на сцену Рижского театра, он год спустя был назначен режиссером. Приглашенный в 1815 году на сцену Петербургского театра, Флейшер не ограничился сценическою деятельностью и в 1817 году открыл чтения лекций по эстетике, но вскоре, по состоянию здоровья, вынужден был покинуть столицу Российской империи и уехать на родину. 
В 1819 году Флейшер снова возвратился в Ригу, где открыл пенсион для мальчиков. В Риге он преимущественно писал театральные рецензии (1819—1831), помещавшиеся в «Big. Blätter» и других отечественных и иностранных периодических изданиях. Флейшер публиковал свои произведения как под собственным именем, так и под псевдонимами: «Theoros», «Artamos» и «Kreopola».
Карл Фридрих Вильгельм Флейшер скончался 15 (27) мая 1831 года в городе Риге.

## Избранная библиография
Из самостоятельных и переводных сочинений Флейшер наиболее известны следующие его работы: 
- «Wallenstein. Ein Trauerspiel in 5 Aufzügen, nach Schiller’s Original für die Bühnen bearbeitet» (1802).
- «Entwicklung der Rolle des Ferdinand Walter» (Гамбург, 1807).
- «Beyträge zu Dr. Rosenheyn’s deutscher Uebersetzung des Horaz in Reimen» (Keнигсберг, 1818).